# 木村庄之助 (25代)
25代 木村 庄之助（にじゅうごだい きむら しょうのすけ、1909年9月1日 - 1991年2月10日）は、大相撲の立行司。本名：山田鈞吾。愛知県名古屋市出身。その風貌から通称「夏ミカン庄之助」。粂川部屋→時津風部屋→中村部屋→二所ノ関部屋と所属が変わっている。

## 来歴
1917年6月場所（大坂相撲）初土俵。初土俵時の行司名は木村金吾。東西合併後、14代木村玉光、9代木村庄九郎、21代式守伊之助を襲名。
14代玉光時代の1960年1月場所12日目、幕内初顔合わせの前頭13枚目大鵬ー小結柏戸（柏鵬）戦を裁いた。また9代庄九郎時代の1961年9月場所、優勝決定巴戦（大関大鵬、同柏戸、前頭4枚目明武谷の3力士でいずれも12勝3敗。大鵬が2場所連続3回目の優勝を飾り、柏戸とともに場所後横綱に昇進）で3番を裁いた。21代伊之助時代の1965年9月場所にも優勝決定巴戦（横綱佐田の山、同柏戸、前頭5枚目明武谷の3力士でいずれも12勝3敗、柏戸が3回目の優勝）となったが、このときは取組の順で柏戸が初戦明武谷、二戦目佐田の山と連勝し優勝したため2番の裁きとなった。
1968年11月場所7日目結びの一番、横綱大鵬－関脇清國戦で清國の寄りを向こう正面土俵際でこらえた大鵬の後方にいた庄之助は、はずみで土俵下に落下するハプニングがあった。
1971年末、大相撲史上初の行司のストライキを起こした。行司一同が日本相撲協会の改革案を不満として一日ストに入った時の行司最高責任者であり、その直後の1972年1月場所8日目、関脇貴ノ花対横綱北の富士戦の取り組みで物言いがつき、行司差し違えと判断され、進退伺いを拒否したため協会からの処分は出場停止となった。同時にストの責任者ということもあり、3月場所直前に自ら相撲協会に辞表を提出、停年を前にして退職した（番付編成後に退職したため、3月場所の番付には「木村庄之助」と記載されたままとなる）。協会は、11月場所までは庄之助を空席とし、翌1973年1月場所より22代式守伊之助を26代庄之助に昇格させた。
この問題の一番は、貴ノ花と北の富士が重なるように倒れた際、北の富士の右手が土俵につくのが、貴ノ花の体が土俵につくよりも早く、貴ノ花の体が、生きているのか（北の富士の手は「つき手」と見なし、貴ノ花の勝ち）死んでいる（貴ノ花が「死に体」の状態、北の富士の手を「かばい手」と見なし、北の富士の勝ち）のか、で審議が5分間の大協議に及んだものである。
結局審判団は北の富士の手を「かばい手」とみなして北の富士の勝ちとしたが、庄之助は貴ノ花の体は生きていたとして貴ノ花の勝ちを主張（行司が審判団に反論するのはきわめて異例）。判定は覆らず、庄之助は責任を取る形で辞表を提出し退職に至った。
この勝負について北の富士は、貴ノ花が亡くなった時のNHKニュース10でのインタビューで、「当初は自分が勝っていると思っていたが、ビデオを見直して見ると、明らかに貴ノ花の体は生きている。自分は負けている。行司さんの判定は正しい」と述べている。
退職後はアパート経営をしていたが、1991年2月、心不全のため81歳で死去。
大坂相撲の経験者として最後の相撲協会員であった。

## 履歴
- 1917年6月 - 初土俵・木村金吾（2代目）
- 1937年5月 - 14代木村玉光を襲名。
- 1938年1月 - 十両格に昇進。
- 1941年5月 - 幕内格に昇進。
- 1958年5月 - 三役格に昇進。
- 1960年5月 - 9代木村庄九郎を襲名。
- 1963年1月 - 立行司に昇格。21代式守伊之助を襲名。
- 1966年9月 - 25代木村庄之助を襲名。
- 1972年3月 - 退職（番付は3月場所まで）。

## 書籍
- 山田義則（長男）『華麗なる脇役　木村庄之助と大相撲』文芸社（原著2011年10月1日）。ISBN 978-4286109640。 NCID BB07277896。